# 脇坂安信
脇坂 安信（わきざか やすのぶ）は、江戸時代前期の大名。脇坂安治の三男。慶長年中、美濃国内で1万石の大名となる（美濃脇坂藩）。しかし親族である備中松山藩池田家の家督相続をめぐって発生した刃傷事件に巻き込まれ、1632年に改易される。

## 生涯

### 前半生
脇坂安治の三男として誕生。徳川家康に仕え、慶長年間に美濃国内で1万石を与えられた。また、従五位下・主水正に叙位・任官される。
慶長19年（1614年）の大坂冬の陣では、酒井忠世とともに従軍し、慶長20年/元和元年（1615年）の夏の陣でも酒井忠世の指揮下に入って出陣した。

### 改易
安信の娘は、安信の兄である脇坂安元（後述の事件当時は信濃飯田藩主）の養女となり、池田長幸（備中松山藩主）の二男・池田長純に嫁いだ。
寛永9年（1632年）4月4日、池田長幸の病が悪化したため、継嗣や遺領の分知についての遺言を定めるべく親族が招集された。安信は、安元の養子である実弟の脇坂安経とともに池田長幸の屋敷に赴いた。
長幸は、嫡子である長常と不和であったため、病弱であることなども理由に挙げて、6万5000石の領知の半分（『徳川実紀』によれば過半）を二男の長純に分ける意向であった。親族たちはこれに同意したが、長幸の弟の池田長頼（旗本3000石）だけは納得しなかった。『徳川実紀』によれば長頼は、長男に遺領を残らず譲るべきであり、二男に過半を与えるのは道理が通らないと主張した。親族は長頼を排除して評議に加わらせなかったため、憤慨した長頼は会合の席に押しかけて刃傷に及び、脇坂安経を殺害した。
『寛政譜』の脇坂家の譜によれば、安経の殺害を見た安信は長頼を追い、階上で斬り合いとなったが、安信は傷を負った上に階段から転落して気絶した。安信は家臣たちに助けられ、輿に乗せられて自邸に帰った。『徳川実紀』の記述によれば、長頼はまず長純に斬りかかり、長純は逃れた。長純の舅である安信が出合い、長頼に斬られて負傷した安信も離脱した。
この事件により、4月6日に池田長頼は死を命じられた。翌4月7日、安信には所領没収の処分が下された。
寛永14年（1637年）4月1日死去。妙心寺の塔頭に葬られた。『寛政譜』によれば、のちに高巌院が創建されたとある。

## 系譜
- 父：脇坂安治（1554-1626）
- 母：不詳
- 室：不詳
  - 長男：脇坂安英
  - 次男：脇坂安正
  - 三男：脇坂安長
  - 女子：池田長純正室